# Starkers in Tokyo
Starkers in Tokyo es un álbum en directo acústico de la banda británica de hard rock Whitesnake, lanzado en 1998. 
Está grabado en formato unplugged con el vocalista David Coverdale y el guitarrista Adrian Vandenberg. El concierto se grabó en los estudios EMI de Japón. También se editó en DVD.
El álbum incluye una versión acústica de "Here I Go Again".

## Lista de canciones
1. "Sailing Ships" (David Coverdale, Adrian Vandenberg) – 4:37
2. "Too Many Tears" (Coverdale, Vandenberg) – 4:13
3. "The Deeper the Love" (Coverdale, Vandenberg) – 4:09
4. "Love Ain't No Stranger" (Coverdale, Mel Galley) – 3:15
5. "Can't Go on" (Coverdale, Vandenberg) – 3:50
6. "Give Me All Your Love" (Coverdale, John Sykes) – 3:21
7. "Don't Fade Away" (Coverdale, Vandenberg) – 4:26
8. "Is This Love" (Coverdale, Sykes) – 3:09
9. "Here I Go Again" (Coverdale, Bernie Marsden) – 4:46
10. "Soldier of Fortune" (Coverdale, Ritchie Blackmore) – 4:22